# エホバの証人とホロコースト
エホバの証人とホロコースト（エホバのしょうにんとホロコースト）では、エホバの証人とホロコーストの関連について述べる。ナチスによるエホバの証人の迫害に関する記述が中心である。

## ホロコーストの経緯
エホバの証人は、ヴァイマル憲法で宗教組織としての諸権利を保障されていたにもかかわらず、1920年代から1945年まで迫害されていた。彼らは当時、エルンステ・ビーベルフォルシェル（「誠心聖書研究者」の意）またはビーベルフォルシェル（「聖書研究者」の意）と呼ばれていた。エホバの証人の信条によれば、栄光や賛美は「神にのみ」ささげるべきであり、神の律法に反さない限り、できる限り上位の権威（政府など）に服すが、人間の法律と神の律法が対立する時には「人ではなく神に従う」必要があった。 また、彼らの信条では、彼らは政治的に中立を保たなければならず、武器を持つ戦いに参加してはならなかった。 そのため、ナチスに忠誠を示さず、鉤十字旗に対する敬礼やナチスへの投票などを拒んだ。また、当時の人種法に従うことをせず、軍隊の徴兵を拒んだ。また、禁令期間中も集会や宣教活動をやめなかった。そのため、ホロコーストの間、強制収容所に拘留されたのである。およそ1万2,000人のエホバの証人が、特別に標章されたパープル・トライアングル（紫の三角章）を強制的に付けられ、強制収容所に送られた。最終的に、そのうちの2000人がナチ体制下で獄死した。。

## 告発と返答
1921年初頭、政治・宗教的な党派者がエホバの証人を、政治転覆運動としてユダヤ人に関連付けて告発した。そのため、多くの州で活動が禁止され、メクレンブルクでは1933年4月10日に禁止され、4月13日にはバイエルン、4月15日にはザクセン、4月26日にはテューリンゲン、5月15日にはバーゲン、6月24日にはプロイセンがそれに続いた。これは、カトリック・プロテスタント両教会から拍手を持って迎えられた。カトリック教会の枢機卿ミヒャエル・フォン・ファウルハーバーは、「もはや聖書研究者はそのアメリカ的・共産主義的行動を展開できないであろう」と述べ、これに賛同した。聖書研究者は危険分子、ボルシェビキ、"ユダヤ人のくず"という烙印を押された。エホバの証人は彼らに敵意を抱いていなかったが、彼らを背後で動かしているのが悪魔サタンであると考えていた。それで、（今日の「目ざめよ!」誌の前身）「黄金時代」誌、1930年4月15日号のドイツ語版でこう述べた。「われわれは侮辱としてこの誤った告発を考慮する必要はない。むしろ、ユダヤ人はクリスチャンと同じく価値ある人間なのだと確信している。われわれは、我々の業を福音のためではなくユダヤ人のためであるとして非難しているゆえに、教会のタブロイド版新聞を退ける。」

## ベルリン大会
ナチスの明確な敵意があったにもかかわらず、エホバの証人は1933年6月25日、ドイツのベルリンで大会を組織した。7,000人が集まった。彼らは自分たちの態度を公に明確化した。「我々の組織はいかなる意味においても政治的なものではない。我々はただエホバ神の言葉を人々に教え、妨害なしにそうすることを主張する」。1934年、エホバの証人は「多くの国の人民を搾取し、虐げる手段として大企業を作り上げ、運営してきたのは、英米帝国の営利主義的な考えを持つユダヤ人である」とし、「政治的な事柄には全く関心がなく、むしろ王キリストの下にある神の王国に一身をささげている」との決議文をヒトラーに送った。 1936年、このグループへの激しい迫害がある中、世界中のエホバの証人がナチ政権を強く非難する決議文を送った。

## 刑務所内の状況
強制刑務所内にはエホバの証人がたくさんいた。彼らは良心的兵役拒否者として死刑を言い渡された。彼らは勤勉で、信頼のおける作業員で、看視なしでも作業に送り出せたが、戦争に関わりあることは全て頑迷に拒否した。気を付けもしなければ、靴の踵をあわせることもせず、両手をズボンの縫い目に合わせもせず、脱帽もしなかった。彼らは徴兵検査も完全に拒否した。女性信者たちは、応急手当用の包帯巻きも拒んだ。彼らは、刑務所内でも非公式の証言や集会をやめなかった。彼らが、「国際聖書研究者協会から脱退し、国家のあらゆる規則と法を承認し、守る義務を負うことを誓約し、新しい信者を獲得することはいっさいしない」というBifo.と呼ばれる誓約書に署名すれば、直ちに釈放されることになっていたが、ほとんどのエホバの証人はこれに応じなかった。

## 証言
元アウシュビッツ収容所所長ルドルフ・ヘースが、連合軍によって戦後逮捕され獄中で著した手記によると（日本語訳は講談社学術文庫アウシュヴィッツより）、ハインリヒ・ヒムラーとテオドール・アイケはいろいろな機会に彼らの信仰の“熱狂性”を見習うべきで、彼らがエホバに不動の信仰を寄せるのと同様、親衛隊員はナチズムの理想とアドルフ・ヒトラーを信じねばならない、と述べたという。

## 反証
批評家は、ものみの塔協会はナチス政権宛の手紙の中で、ナチス政権に「協調」する態度を示しているゆえに、同協会はドイツのエホバの証人の迫害を無視していた、と主張している。
これに対しエホバの証人は、この手紙では、ものみの塔協会はナチ政権と一部同じ思想を持っていると述べているに過ぎない、と主張している。彼らは、「宗教」（ここではエホバの証人以外の宗教を意味する。）を敵視していたし、「ユダヤ人」から資金援助を受けたことはなかった、と主張している。彼らは、こうした点ではナチ政権と態度が一致していたので記述しているに過ぎない、と主張している。
またエホバの証人は、ナチ政権を背後で動かしているサタンに対していたのであって、ナチ政権やアドルフ・ヒトラーに反対していたわけではない、と主張している。エホバの証人にとって、ナチス・ドイツも聖書のローマ人への手紙13章1節のいう「上位の権威」であり、彼らが聖書の教理に反しない限り、彼らに服従する義務を持つ、とエホバの証人は信じている。
また、批評家たちは、「1933年6月25日、エホバの証人のベルリン大会はドイツ国歌斉唱で始められた。これはナチスに対する迎合ではないか」、と主張している。これに対してエホバの証人側は、「ベルリン大会で歌われたのは 1928年版歌集 64番の歌 『シオンの栄えある希望 （Zions herrliche Hoffnung）』 （ドイツ国歌と同じメロディー。ハイドン作曲） で、エホバの証人の歌集には 1905年以来掲載されてきた歌である。そのメロディーが1922年からドイツ国歌に使われたものだ」、と反論している。
さらに、批評家たちは「『シオンの栄えある希望』 は、英語版歌集には 1905年以来掲載されているものの、ドイツ語版歌集に初めて掲載されたのは 1928年 （メロディーがドイツ国歌になってから 6年後） である」、との再反論をしている。 しかし、ドイツ国歌はナチス台頭前から存在すること、当時エホバの証人の活動が政府の監視下にあったこと、当時翻訳はタイプライターなどを使って手作業でなされたことなどを考え、エホバの証人側はこうした非難は事実無根であると反論している。
また、批評家たちは、「1933年6月25日のベルリン大会に鉤十字が飾ってあった」と主張している。しかし、ベルリンの大会会場内に鉤十字が飾ってあったという事実はない。仮にそれが事実だとしても、それを撤去することは、ローマ13章の聖書の指示に反している、とエホバの証人は主張している。エホバの証人は、自分たちが大会場所として借りている施設の国旗を無断で撤去したりはしないことを証拠に挙げている。

## 関連文献
- 稲垣真美『兵役を拒否した日本人 : 灯台社の戦時下抵抗』岩波書店〈岩波新書 青版 828〉、1972年。ISBN 978-4004150190。